# Poema a fumetti
Poema a fumetti è un romanzo a fumetti dello scrittore e pittore italiano Dino Buzzati edito nel 1969; l'opera sperimentale è considerata uno dei primi graphic novel mai pubblicati.
L'opera ripropone i classici temi buzzatiani del mistero, della poesia, dell'erotismo, della melanconia e le riflessioni sulla vita rielaborando in chiave moderna il mito di Orfeo ed Euridice.

## Storia editoriale
Dino Buzzati era un artista poliedrico e il suo approccio al mondo dei fumetti, e prima a ancora a quello dell'illustrazione, è ben documentato; la moglie, Almerina Antoniazzi, ricordava che il marito era solito leggere Diabolik e lo stesso artista dichiarava la sua incondizionata stima nei confronti degli eroi disneyani, in particolare di Paperino e di Paperon de' Paperoni, affermando: "La loro statura, umanamente parlando, non mi sembra inferiore a quella dei famosi personaggi di Molière, o di Goldoni, o di Balzac, o di Dickens."
L'idea di realizzare un romanzo a fumetti traspare da una lettera dell'autore del novembre 1965 indirizzata a Vittorio Sereni, l'allora direttore letterario della Mondadori, nella quale Buzzati anticipa il progetto, ispirato al mito di Orfeo ed Euridice, basato sulla rielaborazione grafica di fotografie, pitture e altro materiale iconografico appositamente raccolto. Il progetto, inizialmente, non accoglie lo sperato consenso presso la casa editrice e Buzzati, seppure continui a lavorare al romanzo a fumetti, decide di non insistere a volerlo pubblicare e affida il manoscritto nelle mani della moglie, con la raccomandazione di non pubblicarlo per almeno vent'anni. La moglie di Buzzati, invece, convinta della bontà dell'opera, inizialmente intitolata La cara morte, insiste presso Mondadori affinché la pubblichi; ciò avviene nel 1969 ma l'editore volle un titolo meno "lugubre" e convinse lo stesso Buzzati a modificarlo in Poema a fumetti. Mentre la critica si divise in merito, ritenendo alcuni critici, uno fra tutti Indro Montanelli, i disegni troppo licenziosi, al contrario il pubblico accolse subito positivamente quest'esperimento espressivo, considerato oggi uno dei primi graphic novel (romanzi grafici) mai realizzati.

## Trama
La trama ricalca quella del mito ma in chiave moderna: Orfi è un cantautore rock che suscita l'entusiasmo dei giovani frequentatori del locale milanese "Polypus". Una sera, casualmente, vede l'amata Eura Storm attraversare una misteriosa porta, ubicata nell'inesistente via Saterna, della centrale Milano. Il giorno dopo assiste a una lunga parata di carri funebri e da un misterioso uomo verde riceve la tremenda notizia della morte della fidanzata; Orfi non si dà pace e quella sera, recatosi a via Saterna, trova la porta serrata, presidiata dallo stesso uomo verde che aveva conosciuto la mattina. A nulla valgono i tentativi di aprire la porta, fino a quando Orfi non si mette a cantare. La porta si apre finalmente e il giovane, scendendo una buia scalinata, si trova in un giardino in cui avvenenti ragazze lo dissuadono dal continuare la ricerca di Eura, proponendosi in cambio. In particolare la bella Trudi lo porta al cospetto di un diavolo che assume le sembianze di un cappotto. Il "Diavolo custode" spiega che l'aldilà è pieno di anime il cui maggiore rammarico è di non poter più aspirare a morire ancora e quindi di essere costrette a vivere in eterno.
Orfi convince il Diavolo custode, con le sue canzoni, a farsi concedere un giorno intero per cercare Eura. La lunga ricerca dà finalmente i suoi frutti: i due giovani si ricongiungono ma il tempo sta per terminare e i due devono varcare la soglia per tornare alla vita prima che le ventiquattr'ore siano trascorse. Eura non è convinta di poter tornare in vita ma il giovane insiste; il tempo però non è sufficiente e solo Orfi ritorna alla luce mentre Eura rimane nell'aldilà. Dietro la porta c'è l'uomo verde che tenta di convincere Orfi che l'avventura sotterranea altro non era che un sogno. Orfi, però, ha la prova che l'incontro con Eura era reale: nella sua mano è rimasto l'anello della giovane, sfilatosi durante un ultimo abbraccio prima della separazione.
Il titolo originariamente pensato (La cara morte) era stato scelto a sintetizzare il tema centrale dell'opera, ossia la tristezza dei defunti e il loro unico rimpianto: il non poter più ambire alla morte.

## Temi e influenze
Le 208 tavole a colori, copertina inclusa, del Poema a fumetti sono una serie di dichiarate citazioni ad artisti le cui esatte opere, fonte di ispirazione e rielaborazione di Buzzati, sono oggetto di costante ricerca da parte degli appassionati: le tavole anatomiche di Waldemar Weiman e Otto Prokop tratte dal loro Atlante di medicina legale, le foto dell'indossatrice Runa Pfeiffer (ispirazione per il personaggio di Trudi), il progetto della Torre Velasca di Milano dello Studio BBPR, Salvador Dalí e il suo Telefono aragosta, la stripper Mademoiselle Féline, ritratta nel libro Métaphysique du strip-tease dal fotografo Irving Klaw e altre foto fetish tratte da riviste da questi pubblicate, il pittore Caspar David Friedrich, l'illustratore Arthur Rackham, il dipinto simbolista Il diavolo mostra al mondo la sua donna di Max Klinger, la celebre scena di Nosferatu il vampiro di Friedrich Wilhelm Murnau, alcune tavole dell'illustratore italiano Achille Beltrame, il disegnatore Wilhelm Busch, le bambole di Hans Bellmer, alcune idee tratte dalla sceneggiatura realizzata con Federico Fellini per il film, mai realizzato, Il viaggio di G. Mastorna.
Il poema nel suo ibridismo compositivo riflette anche trame cinematografiche sul mito di Orfeo. Un'influenza si può cogliere nel momento della catabasi di Orfi, precisamente nell'illustrazione della scala. Per l'impostazione essa rievoca la scala nell'Orfeo Negro di Marcel Camus (1958).

## Edizioni
- Dino Buzzati, Poema a fumetti, 1ª ed., Milano, Arnoldo Mondadori Editore, 1969,  p. 224.
- Dino Buzzati, Poema a fumetti, Oscar varia di letteratura, Milano, Arnoldo Mondadori Editore, 1979.
- Dino Buzzati, Poema a fumetti, Introduzione di Claudio Toscani, Oscar narrativa, Milano, Arnoldo Mondadori Editore, 1991.
- Dino Buzzati, Poema a fumetti, Oscar scrittori del Novecento, Milano, Arnoldo Mondadori Editore, 1997.
- Dino Buzzati, Poema a fumetti, Introduzione di Lorenzo Viganò, Oscar scrittori moderni, Milano, Arnoldo Mondadori Editore, 2011, ISBN 978-88-04-47251-3.
- Dino Buzzati, Poema a fumetti, Introduzione di Lorenzo Viganò, Oscar Ink, Milano, Arnoldo Mondadori Editore, 2017, ISBN 978-88-04-67922-6.